# 27 november
27 november är den 331:a dagen på året i den gregorianska kalendern (332:a under skottår). Det återstår 34 dagar av året.
27 november är festivalen för Jungfru Maria Mirakulösa medaljen.

## Namnsdagar

### I den svenska almanackan
- Nuvarande – Astrid och Asta
- Föregående i bokstavsordning
  - Agricola – Namnet fanns, till minne av en romersk martyr, på dagens datum före 1901, men utgick innan dess.
  - Asta – Namnet infördes på dagens datum 1986 och har funnits där sedan dess.
  - Astri – Namnet infördes på dagens datum 1986, men utgick 1993.
  - Astrid – Namnet infördes på dagens datum 1907, då det ersatte namnet Estrid, som en hedersbetygelse åt den svenska prinsessan Astrid, som föddes 1905, och har funnits där sedan dess.
  - Estrid – Namnet infördes på dagens datum 1901, men utgick redan 1907, till förmån för Astrid. 1986 återinfördes det på 31 mars, men utgick 2001.
  - Gudmund – Namnet förekom under 1700-talet på dagens datum, men utgick sedan. 1901 infördes det på 2 april och fanns där fram till 1993, då det flyttades till 16 november. 2001 flyttades det dock tillbaka till 2 april.
  - Vitalis – Namnet fanns, till minne av Vitalis en romersk martyr, på dagens datum före 1901, då det utgick.
- Föregående i kronologisk ordning
  - Före 1901 – Vitalis, Agricola och Gudmund
  - 1901–1906 – Estrid
  - 1907–1985 – Astrid
  - 1986–1992 – Astrid, Asta och Astri
  - 1993–2000 – Astrid och Asta
  - Från 2001 – Astrid och Asta
- Källor
  - Brylla, Eva (red.). Namnlängdsboken. Gjøvik: Norstedts ordbok, 2000 ISBN 91-7227-204-X
  - af Klintberg, Bengt. Namnen i almanackan. Gjøvik: Norstedts ordbok, 2001 ISBN 91-7227-292-9

### Finlandssvenska almanackan
- Nuvarande från 1929[1] – Astrid, Estrid
- I föregående revideringar[a][2]
  - inga ändringar sedan 1929

## Händelser

Uppdelningen av Frankerriket vid Klodvig I:s död.

- 399 – Sedan Siricius har avlidit dagen före väljs Anastasius I till påve.[3]
- 511 – Vid Klodvig I:s död delas Frankerriket mellan hans fyra söner, enligt gammal germansk arvsdelningssed:
  - Chlothar I blir kung över Soissons (nuvarande sydvästra Frankrike; markerat med grått på bilden).
  - Childebert I blir kung över Paris (nuvarande nordvästra Frankrike; markerat med rosa på bilden).
  - Chlodomer blir kung över Orléans (nuvarande mellanvästra Frankrike; markerat med rött på bilden).
  - Theoderik I blir kung över Reims (nuvarande nordöstra Frankrike, Belgien samt delar av Nederländerna och Tyskland; markerat med blått på bilden).
  - Det gröna området på kartan är kungariket Burgund, som ännu inte ingår i Frankerriket.
- 1895 – Alfred Nobel upprättar sitt testamente, i vilket han instiftar nobelprisen i fysik, kemi, fysiologi eller medicin, litteratur och fred.
- 1942 – Frankrike sänker sin flotta utanför Toulon för att undvika att den ska falla i tyskarnas händer.
- 1949 – Den första filmen av 20 om Åsa-Nisse har biopremiär i Vetlanda.
- 1967 – Volvo presenterar kombiversionen av bilmodellen 144.
- 1973 – Den amerikanska senaten väljer Gerald Ford till amerikansk vicepresident.
- 1978 – Det kurdiska partiet Kurdistans arbetarparti bildas i staden Riha (Urfa) i turkiska Kurdistan.
- 1983 – 181 personer (varav 23 svenskar) omkommer i en flygplanskrasch i Madrid.
- 1986 – Halleys komet passerar jorden.
- 1990 – Storbritanniens konservativa parti väljer John Major att efterträda Margaret Thatcher som landets premiärminister.

## Födda
- 1635 – Françoise d'Aubigné de Maintenon, fransk hovdam, mätress och morganatisk hustru till Ludvig XIV.
- 1701 – Anders Celsius, svensk astronom, berömd för Celsius temperaturskala.
- 1710 – Robert Lowth, biskop i Engelska kyrkan.
- 1704 – Abraham Hülphers den yngre, svensk skriftställare, topograf och genealog.
- 1753 – Henry Tazewell, amerikansk jurist och politiker, senator (Virginia) 1794–1799.
- 1786 – Josiah J. Evans, amerikansk demokratisk politiker och jurist, senator (South Carolina) 1853–1858.
- 1843 – Edwin C. Burleigh, amerikansk republikansk politiker, senator (Maine) 1913–1916.
- 1854 – Louis De Geer, svensk liberal politiker, friherre och ämbetsman, Sveriges statsminister 1920–1921.
- 1857 – Charles Sherrington, brittisk neurofysiolog, histolog, bakteriolog och patolog, mottagare av Nobelpriset i fysiologi eller medicin 1932.
- 1870 – Juho Kusti Paasikivi, finsk president 1946–1956.
- 1874 – Chaim Weizmann, Israels förste president.
- 1876 – Viktor Kaplan, österrikisk ingenjör och uppfinnare av Kaplanturbinen.
- 1880 – Roscoe C. McCulloch, amerikansk republikansk politiker, senator (Ohio) 1929–1930.
- 1885
  - Ragnar Hyltén-Cavallius, svensk manusförfattare, regissör och skådespelare.
  - Otto Wallén, svensk lantbrukare och politiker (bondeförbundet).
- 1888
  - Ganesh V. Mavalankar, indisk politiker, Lok Sabhas förste talman 1952–1956.
  - Paul Merzbach, österrikisk-tysk regissör, klippare och manusförfattare.
- 1893 – Dwight Griswold, amerikansk republikansk politiker (Nebraska).
- 1900 – Erwin Schulz, tysk SS-officer, dömd krigsförbrytare.
- 1903 – Lars Onsager, norsk-amerikansk fysiker, ingenjör, mottagare av Nobelpriset i kemi 1968.
- 1906 – Olle Florin, svensk skådespelare.
- 1907 – L. Sprague de Camp, science fiction-författare.
- 1912 – Birgit Rosengren, svensk skådespelare.
- 1921 – Alexander Dubček, tjeckoslovakisk statsman.
- 1924 – Nils Åsblom, svensk skådespelare.
- 1925
  - Michael Tolan, amerikansk skådespelare och filmproducent.
  - Ernie Wise, brittisk komiker.
- 1927
  - Maj-Britt Nilsson, svensk revyskådespelare.
  - William E. Simon, amerikansk republikansk politiker, USA:s finansminister 1974–1977.
- 1928 – Alekos Alexandrakis, grekisk skådespelare.
- 1932 – Benigno Aquino, Jr., filippinsk oppositionsledare.
- 1939 – Ulla Strömstedt, svensk skådespelare.
- 1940
  - John Alderton, brittisk skådespelare.
  - Bruce Lee, kinesisk-amerikansk skådespelare och kampsportsexpert.
- 1942
  - Ulf Elfving, svensk radiopratare.
  - Jimi Hendrix, amerikansk rockmusiker.
- 1945 – James Avery, amerikansk skådespelare.
- 1951 – Kathryn Bigelow, amerikansk regissör och manusförfattare.
- 1952 – Jenny Tamburi, italiensk skådespelare.
- 1954 – Patricia McPherson, amerikansk skådespelare.
- 1956 – William Fichtner, amerikansk skådespelare.
- 1957 – Caroline Kennedy, dotter till president John F. Kennedy.
- 1960
  - Boman Oscarsson, svensk skådespelare.
  - Tim Pawlenty, amerikansk politiker, Minnesotas 39:e guvernör.
  - Julia Tymosjenko, ukrainsk politiker, premiärminister 2005 och 2007–2010.
- 1963 – Roland Nilsson, svensk fotbollsspelare, VM-brons och kopia av Svenska Dagbladets guldmedalj 1994.
- 1968 – Michael Vartan, fransk-amerikansk skådespelare.
- 1970 - Han Kang, sydkoreansk författare, mottagare av Nobelpriset i litteratur 2024
- 1979 – Eero Heinonen, finländsk musiker, basist i The Rasmus.
- 1980 – Andreas Hoffer, svensk skådespelare, känd från Sunes sommar.
- 1983 – Mats Holmqvist, svensk landhockeyspelare.
- 1984 – Sanna Nielsen, svensk sångare.
- 1992 – Park Chanyeol, koreansk rappare , känd medlem i Exo.

## Avlidna
- 8 f.Kr. – Horatius, poet och satiriker.
- 450 – Galla Placidia, kejsardotter och kejsarmoder i det romerska riket.
- 511 – Klodvig I, kung över de saliska frankerna från 481 eller 482 till 509, kung över alla franker sedan 509.
- 1382 – Filip van Artevelde, flamländsk upprorsledare.
- 1640 – Gabriel Gustafsson Oxenstierna, 53, svensk friherre, riksdrots sedan 1634.
- 1754 – Abraham de Moivre, 87, fransk matematiker.
- 1851 – Ada Lovelace, 36, brittisk matematiker och den första datorprogrammeraren.
- 1873 – Richard Yates, 58, amerikansk politiker, guvernör i Illinois 1861–1865.
- 1895 – Alexandre Dumas den yngre, 71, fransk författare.
- 1899 – Guido Gezelle, 69, belgisk författare och präst.
- 1901 – Davis H. Waite, 76, amerikansk politiker, guvernör i Colorado 1893–1895.
- 1912 – John P. Jones, engelsk-amerikansk affärsman och politiker, senator (Nevada) 1873–1903.
- 1918 – Bohumil Kubišta, tjeckisk konstnär.
- 1925 – Roger de la Fresnaye, fransk konstnär.
- 1931 – M. Hoke Smith, amerikansk publicist och politiker (Georgia).
- 1937 – Felix Hamrin, svensk frisinnad politiker och grosshandlare, partiledare för Frisinnade folkpartiet 1932–1935, Sveriges statsminister från 6 augusti till 24 september 1932.
- 1948 – Victor Lagerström, svensk tecknare och målare.
- 1949 – William H. King, amerikansk demokratisk politiker och jurist, senator (Utah) 1917–1941.
- 1950 – James Braid, skotsk professionell golfspelare.
- 1953 – Eugene O'Neill, 65, amerikansk dramatiker, mottagare av Nobelpriset i litteratur 1936.
- 1955 – Arthur Honegger, fransk tonsättare.
- 1964 – Inge Stenberg, svensk ingenjör och företagsledare.
- 1973 – John Padovano, amerikansk skådespelare och filmproducent.
- 1975 – Charles Anderson Dana, 94, amerikansk företagare.
- 1978 – Harvey Milk, amerikansk politiker.
- 1981 – Lotte Lenya, österrikisk sångare och skådespelare.
- 1989 – Gunnar Hedlund, svensk politiker, ordförande i Bondeförbundet/Centerpartiet, inrikesminister 1951–1957.
- 1998
  - John Carradine, amerikansk skådespelare.
  - Vicki Viidikas, australiensk poet och författare
- 2001 – Nils-Aslak Valkeapää, finländsk-samisk författare, musiker och konstnär.
- 2002 – Edwin L. Mechem, amerikansk republikansk politiker.
- 2004 – Gunder Hägg, svensk friidrottare, mottagare av Svenska Dagbladets guldmedalj 1942.
- 2005 – Jocelyn Brando, amerikansk skådespelare.
- 2006 – Bertil Antonsson, 85, svensk brottare, VM-guld och mottagare av Svenska Dagbladets guldmedalj 1953.
- 2007 – Sean Taylor, 24, amerikansk utövare av amerikansk fotboll.
- 2008
  - Lenke Rothman, 79, ungersk konstnär och författare.
  - Vishwanath Pratap Singh, 77, indisk före detta premiärminister.
- 2011
  - Ken Russell, 84, brittisk filmregissör.
  - Gary Speed, 42, brittisk (walesisk) fotbollsspelare och förbundskapten för Wales.
- 2012 – Lennart Samuelsson, 88, svensk fotbollsspelare, VM-brons 1950, OS-brons 1952.
- 2014
  - Frank Yablans, 79, amerikansk filmproducent och tidigare vd för bolaget Paramount.
  - P.D. James, 94, brittisk författare (bland annat böckerna med Adam Dalgliesh).
- 2015 – Barbro Hiort af Ornäs, 94, svensk skådespelare.
- 2018 – Ed Pastor, 75, amerikansk demokratisk politiker, kongressledamot 1991–2015.
- 2022 – Gábor Csapó, 72, ungersk vattenpolospelare.